# 1121 Natascha
Natascha (asteroide 1121) é um asteróide da cintura principal, a 2,1415633 UA. Possui uma excentricidade de 0,1589728 e um período orbital de 1 484,13 dias (4,07 anos).
Natascha tem uma velocidade orbital média de 18,66518565 km/s e uma inclinação de 6,16047º.
Esse asteroide foi descoberto em 11 de Setembro de 1928 por Pelageja Shajn.